# 恰帕熊
恰帕熊（学名：Chapalmalania）是上新世南美洲的一屬浣熊科，生存於360-300萬年前。
雖然與浣熊及南美浣熊屬有關，恰帕熊卻是大型的生物，長達1.5米，但尾巴很短。牠們可能似大熊貓。由於其體型，恰帕熊最初被以為是熊。